# Великий Сен-Бернар (тунель)
45°51′52″ пн. ш. 7°10′22″ сх. д. / 45.864444° пн. ш. 7.172778° сх. д.
Тунель Великий Сен-Бернар(фр. Tunnel du Grand Saint-Bernard), італ. Traforo del Gran San Bernardo, нім. Grosser-Sankt-Bernhard-Tunnel) — автодорожний тунель, що доповнює трафік через перевал Великий Сен-Бернар, сполучає Мартіньї (у швейцарському кантоні Вале) із Сен-Ремі-ан-Босс (Валле-д'Аоста, північний захід Італії).

## Опис
Трафік тунелем платний. Тунель є складовою європейського маршруту Е27. У тунелі діє обмеження швидкості 80 км/год.
Більшу частину своєї довжини 5,798 м, тунель прокладено по прямій, але є пологий схил. Північний кінець знаходиться на рівні 1 188 м над рівнем моря, тоді як південний — 1875 м. З обох кінців під'їзд до тунелю прямує галереєю/протилавинним укриттям, щоб мінімізувати ризик тимчасового перекриття доступу до тунелю під час негоди. Прикордонні формальності здійснюються на північному кінці тунелю, хоча фактично національний кордон знаходиться за 2938 м від входу у швейцарський портал тунелю та за 2860 м від італійського порталу.
Назва тунелю походить безпосередньо від перевалу Великий Сен-Бернар, і тим самим опосередковано від святого, який в 1049 р. побудував притулок високо над тунелем, що також носить його ім'я. Туристам з швейцарської сторони також нагадують дорожні білборди про зв'язок святого з собаками Сенбернар.

## Історія
До відкриття тунелю автотрафік прямував перевалом Великий Сен-Бернар. Перевал відкритий лише влітку, але зазвичай закритий через сніг у жовтні — травні. Тунель цілорічно.
Тунель був відкритий для руху 19 березня 1964 року, початок будівництва — 1958 рік. На час відкриття був найдовшим дорожнім тунелем у світі, замінивши тунель Б'єльо, який був відкритий в 1948.